# الغواصة اليابانية I-177
'الغواصة اليابانية  I-177 كانت غواصة يابانية من النوع KD7 التي شهدت الخدمة خلال الحرب العالمية الثانية في البحرية الإمبراطورية اليابانية. كلفت 'I-177' يوم 28 ديسمبر 1942 وقد أغرقت بواسطة يو اس اس صموئيل إس. مابلز (DE-183) في 3 أكتوبر 1944 مما أسفر عن مقتل كل طاقمها المكون من 101.

## جرائم الحرب
بعد نهاية الحرب في المحيط الهادئ ، محققو جرائم الحرب الأستراليين تحروا عن إذا ما كانت الغواصة 'I-177' وقائدها ناكاجاوا تتحمل المسؤولية عن غرق السفينة الأسترالية المستشفى أى إتش إس سنتور. و'سنتور' كانت قد تم تدمير ها قبالة الساحل الشرقي الأسترالي يوم 14 مايو 1943. الطوربيد أشعلت خزان وقود النيران اشتعلت في السفينة. تدحرجت إلى الميناء وغرقت في غضون ثلاث دقائق. 332 من أفراد الطاقم والمرضى والطاقم الطبي والركاب على متن الطائرة، توفي 268 - تم إنقاذ 64 فقط.
وكان قائد ناكاجاوا قد نجا من الحرب لأنه كان قد نقل من الغواصة I-177 قبل أن تغرق. يشتبه العديد من المحققين أن ناكاجاوا و'I-177' كانوا على الأرجح يتحملون المسؤولية، لكنهم لم يتمكنوا من إقامة هذه الحجة بما لا يدع مجالا للشك. ومع ذلك، اتهم ناكاجاوا بأنه قد أمر جنوده بإطلاق النار على الناجين من السفينة المقصوفة بالطوربيد على ثلاثة تواريخ مختلفة في شهر فبراير، 1944. أدين وحكم عليه بالسجن أربع سنوات في سجن سوغامو كمجرم حرب من الدرجة B. ناكاجاوا رفض التحدث في أي وقت حول موضوع غرق 'سنتور', حتى للدفاع عن نفسه، حتى وفاته في عام 1991.

## الاستشهادات
1. ↑  Dennis & Grey 2009، صفحة 124
2. ↑  Jenkins, Battle Surface, pp. 284–5